# Nicolas de Villiers, sieur de Chandoux
Pour les articles homonymes, voir Nicolas de Villiers.
Nicolas de Villiers, sieur de Chandoux est un médecin et chimiste français, pendu en place de Grève à Paris comme faux-monnayeur, en 1631.

## Biographie
De l'« étrange Chandoux » comme l'écrivait René Pintard, on ne connaissait que ce qu'Adrien Baillet en disait dans La vie de monsieur Descartes, éditée en 1691. Il y est décrit comme un médecin et un « chymiste » tenté par la « falsification des métaux », ce qui va le faire condamner pour avoir fabriqué de la fausse monnaie et pendu en 1631. René Descartes l'évoque dans une lettre à son ami Villebressieu, à l'été 1631.
À l'automne 1627, chez le nonce apostolique à Paris, le cardinal Guidi di Bagno, devant le cardinal de Bérulle, le Père Mersenne, René Descartes et « une assemblée de personnes savantes et curieuses », il expose, après avoir critiqué la manière d'enseigner la philosophie des scolastiques, les principes de sa nouvelle philosophie. Baillet écrit que Descartes est alors intervenu pour critiquer la méthode et le discours de Chandoux, donnant un aperçu sur les principes de sa philosophie. Si Descartes approuve la critique de Chandoux de la scolastique, il lui reproche de ne construire son propre système que sur des vraisemblances et il démontre qu'avec des arguments vraisemblables on peut démontrer n'importe quoi et son contraire.
La vie et les idées de Chandoux ont pu être mieux connues grâce aux études de Sylvain Matton qui a aussi trouvé son nom, Nicolas de Villiers, sieur de Chandoux. Il a retrouvé à la Bibliothèque nationale de France des manuscrits de Chandoux.
Nicolas de Villiers était proche des milieux lullistes qui s’intéressaient tant à la méthode de l'’Ars Magna qu'aux traités alchimiques qui lui étaient attribués, à tort.
Le premier document manuscrit retrouvé sont des Lettres sur l'or potable. Sylvain Matton émet l'hypotjèse que le destinataire de ces lettres pourrait être Charles de Condren, confesseur de Gaston d’Orléans, frère de Louis XIII et adepte des théories alchimiques.
L'œuvre principale retrouvée de Chandoux est le traité De la connaissance des vrais principes de la nature et des mélanges, qui développe probablement la doctrine exposée à l'automne 1627 devant Descartes.
Le troisième texte retrouvé est un Commentaire sur l’Amphithéâtre de la sapience éternelle de Heinrich Khunrath, dont l'ouvrage avait été condamné par la Sorbonne en 1625.
Chandoux s’oppose à la philosophie naturelle des scolastiques. Pour Chandoux, la matière universelle est composée de trois principes matériels qui sont mis en évidence par les opérations de distillation, et qu’il appelle la forme, l’esprit et la matière.
L'étude des manuscrits retrouvés à la BnF montrent l'influence d'Heinrich Khunrath, de Gérard Dorn, peut-être de Johann Heinrich Alsted (1588-1658) ainsi que des alchimistes pseudo-lulliens. Le succès de Khunrath a entraîné un procès à partir de 1624. Nicolas de Verdun (mort en 1627), premier président du parlement de Paris, défère devant la Sorbonne l' Amphitheatrum de Khunrath, qu'il suppose de magie, le 4 novembre 1624. Dans les pièces de procès qui cite les pseudo-lullistes au motif qu’ils sont « Rose-Croix, magiciens, pélagianistes et athées » montrent sa collaboration dans ses recherches philosophiques et philosophales avec le traducteur de Raymond Lulle en français, Robert Le Foul, sieur de Vassy. L’étude des disciples de Vassy montre à son tour au lecteur des rapports entre Descartes et le cercle des lullistes alchimistes français.
Le 14 juin 1631, Louis XIII a créé, par lettres patentes, une Chambre de Justice pour juger du crime de fausse monnaie,. Devant cette chambre, Chandoux y est accusé et convaincu d'avoir fait de la fausse monnaie. Il est condamné à mort sur l'accusation de falsification du métal des monnaies et pendu en place de Grève.

## Publication
- Lettres sur l'or potable, suivies du traité De la connaissance des vrais principes de la nature et des mélanges et des fragments d'un Commentaire sur l'Amphithéâtre de la Sapience éternelle de Kunrath, textes édités et présentés par Sylvain Matton avec des études de Xavier Kieft et de Simone Mazauric, préface de Vincent Carraud, Archè (collection Anedocta), Milan, 2012  (ISBN 978-88-7252-330-8) ; p. 576

### Biographie
- Bernard Joly, « Compte rendu de Nicolas de Villiers, sieur de Chandoux, Lettres sur l’or potable, suivies du traité De la connaissance des vrais principes de la nature et des mélanges et de fragments d’un Commentaire sur l’Amphithéâtre de la sapience éternelle de Khunrath », Methodos. Savoirs et textes, no 14,‎ 15 janvier 2014 (DOI 10.4000/methodos.4024, lire en ligne, consulté le 11 janvier 2025).
- Didier Kahn, Alchimie et Paracelsisme en France à la fin de la Renaissance (1567-1625), Genève, Librairie Drozs, 2007 (ISBN 978-2-600-00688-0).